# Örkény István
Örkény István (Örkény István György, Budapest, Erzsébetváros, 1912. április 5. – Budapest, 1979. június 24.) Kossuth- és kétszeres József Attila-díjas magyar író, gyógyszerész, az Újhold társszerkesztője; a világirodalmi rangú magyar groteszk próza megteremtője. Radnóti Zsuzsa Kossuth- és Jászai Mari-díjas dramaturg férje.

## Életútja

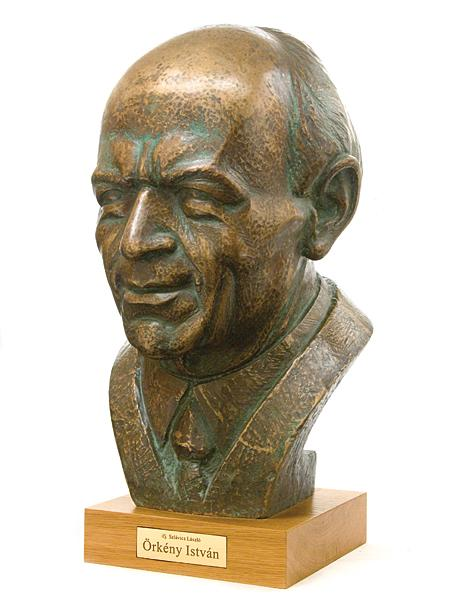
Örkény István portrészobor, Tata, Városi Könyvtár Olvasóterem ifj. Szlávics László alkotása

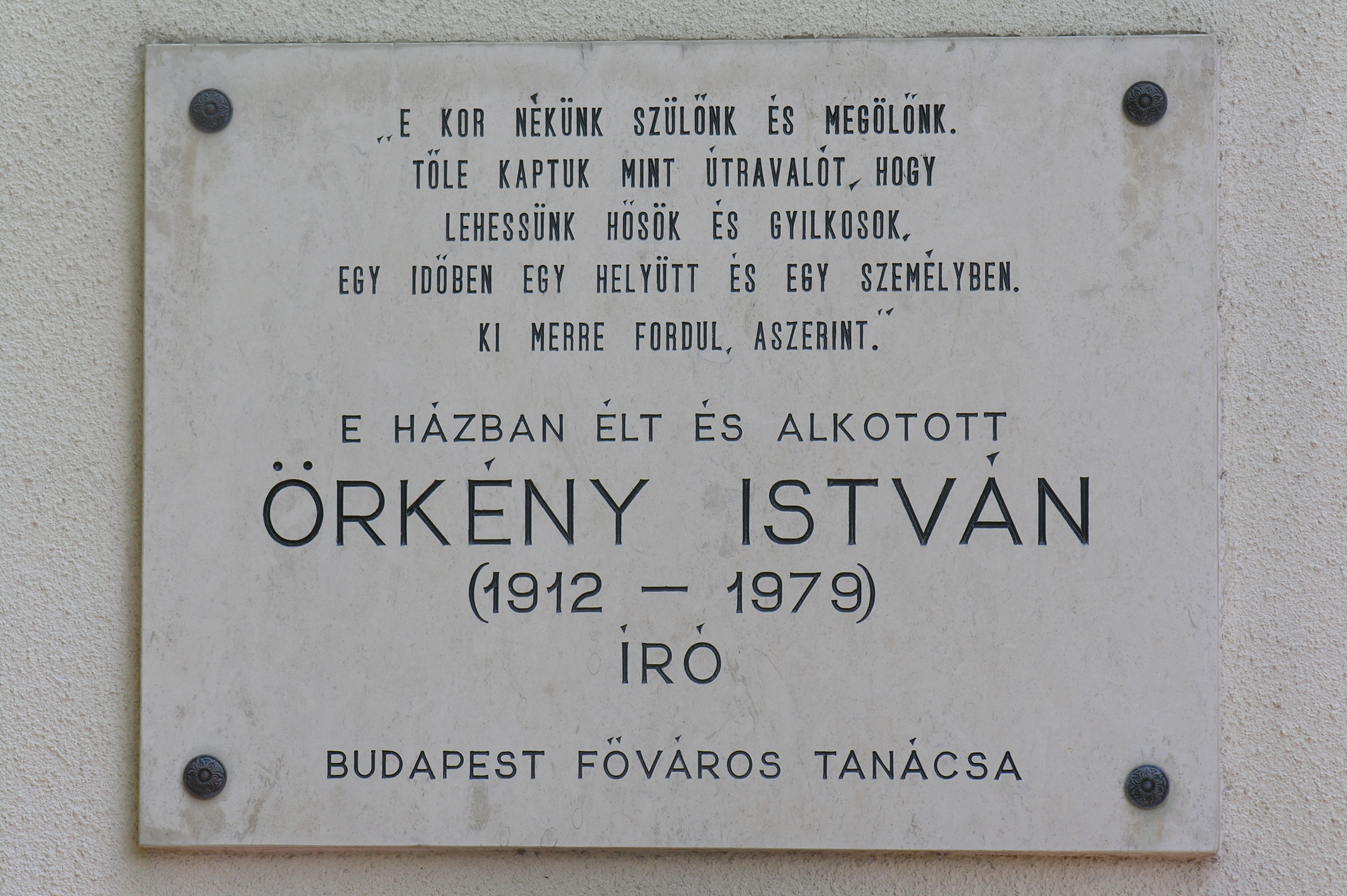
Örkény István emléktáblája egykori lakhelyén, a Pasaréti út 39. szám alatt

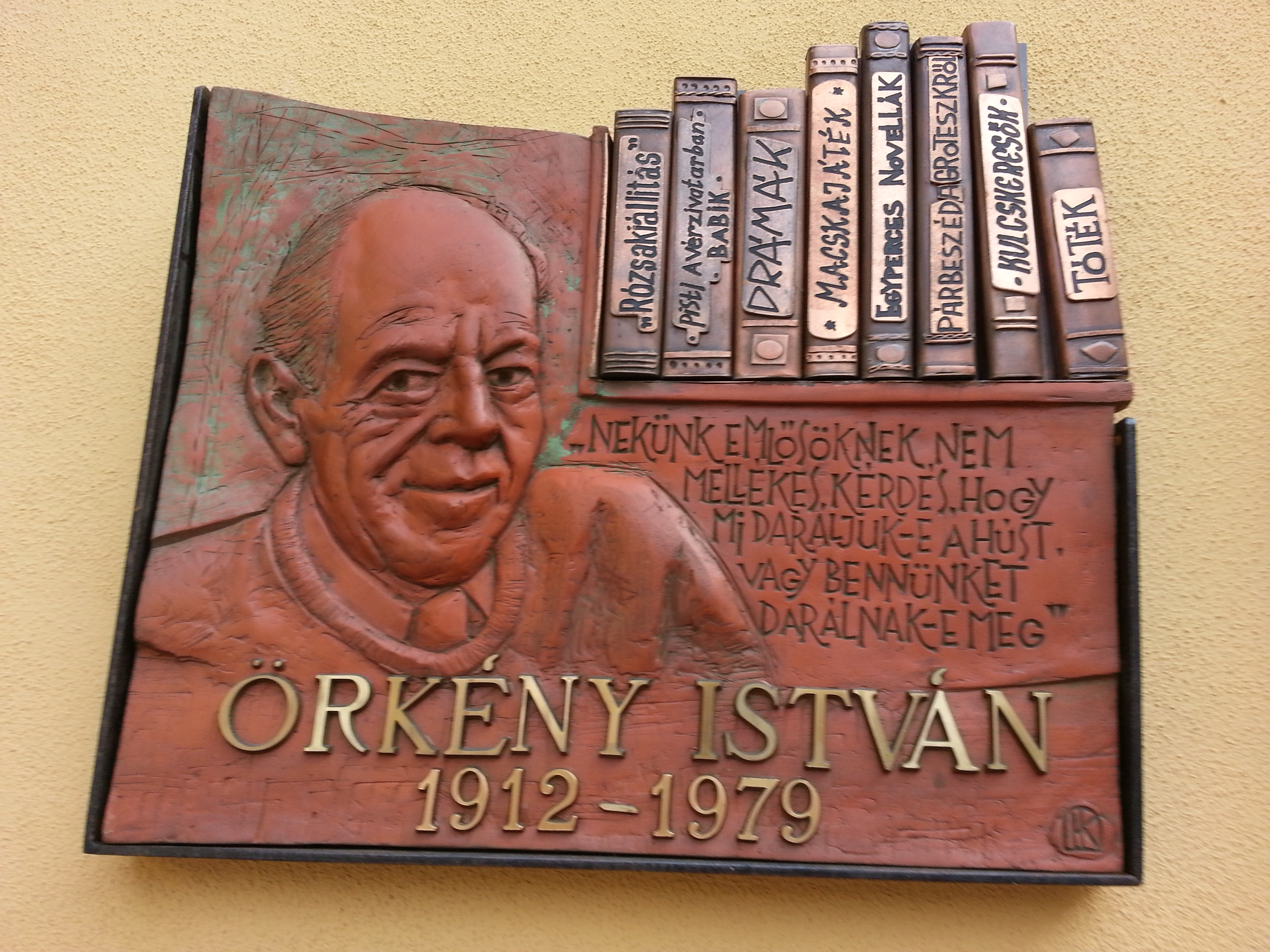
Emléktáblája:
a Szent Lukács Gyógyfürdőben
Krajcsovics Károly alkotása

Örkény jómódú zsidó polgárcsaládba született a tízes évek elején. Édesanyja Pető Margit, édesapja Örkény Hugó patikus. 1930-ban érettségizett a Piarista Gimnáziumban, majd a Műegyetem vegyészmérnöki karára iratkozott be. 1932-ben átiratkozott a Pázmány Péter Tudományegyetem gyógyszerész szakára, ahol 1934-ben szerzett diplomát.
1937-ben került kapcsolatba a Szép Szó körével, majd Londonba, Párizsba utazott, ahol alkalmi munkákból élt. 1940-ben tért vissza Budapestre, ahol befejezte műegyetemi tanulmányait, s 1941-ben diplomázott mint vegyészmérnök.
A második világháborúban munkaszolgálatos volt a Donnál, majd hadifogságba esett, s csak 1946-ban térhetett haza.
Nekünk, emlősöknek nem mellékes kérdés, hogy mi daráljuk-e a húst, vagy bennünket darálnak-e meg.
1949-től az Ifjúsági Színház, 1951-től a Magyar Néphadsereg Színházának dramaturgja volt. 1954-től a Szépirodalmi Kiadó lektoraként dolgozott, 1958 és 1963 között az 1956-os forradalomban való részvétele miatt publikációs tilalmat róttak ki rá – ez idő alatt az Egyesült Gyógyszergyárban (ma Egis Gyógyszergyár) dolgozott vegyészmérnökként.
Első felesége Gönczi Flóra volt, akivel 1937. június 23-án kötött házasságot Budapesten, 1941-ben váltak el. Második felesége 1948–1959 között F. Nagy Angéla, szakácskönyvíró. Harmadik felesége Radnóti Zsuzsa irodalomtörténész, a Vígszínház dramaturgja, akivel 1965-ben kötött házasságot.
1979-ben végzetes kór támadta meg, de még a halálos ágyán is dolgozott. Szívelégtelenségben hunyt el, a Farkasréti temetőben helyezték örök nyugalomra. Halálát követően Radnóti Zsuzsa gondozza hagyatékát, életművét.
Sokszor tűnődtem: vajon meddig remél az ember? Most már tudom: az utolsó pillanatig.

## Írói munkássága

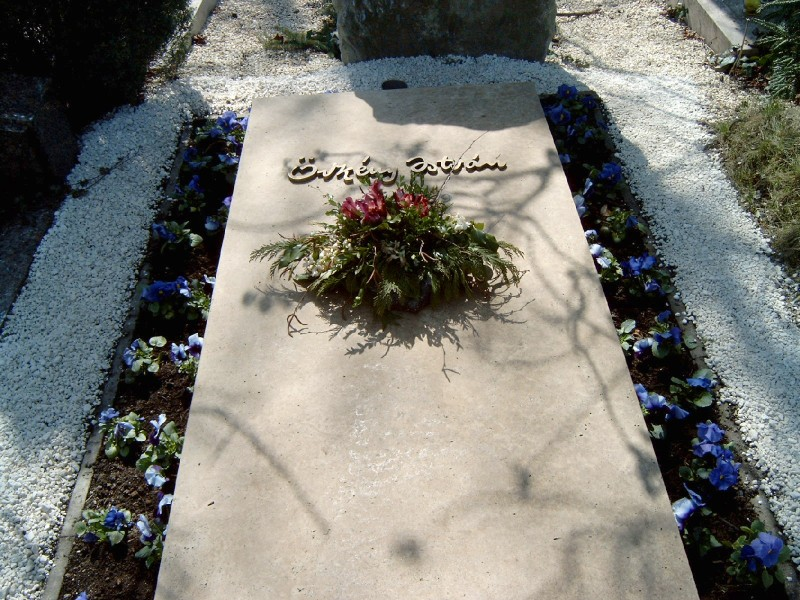
Örkény István sírja Budapesten. Farkasréti temető: 25-1-57.

Örkény a magyar groteszk dráma kitűnő képviselője. Írásait groteszk humor hatja át, nincs bennük egyértelműen jó vagy rossz ember – a tragédiák néhol komédiába fordulnak, s írásainak szereplői hol így, hol úgy reagálnak az eseményekre.
Első elbeszélése a Szép Szóban jelent meg 1937-ben Tengertánc címmel. A háború után 1947-ben jelent meg a Lágerek népe, melyben a munkaszolgálat és a hadifogság időszakát dolgozta fel. Szintén ebben az időszakban írt termelési regényt is, mely színvonalában mélyen alatta maradt más műveinek. 1952-ben jelent meg a Lila tinta című elbeszélése, amit az akkori kultúrpolitika ellenszenvvel fogadott. 1956 után első ízben 1963-ban jelenhetett meg műve, a Macskajáték című kisregény.
A stílusteremtő Egyperces novellák 1967-ben látott napvilágot. Nem csak Magyarországon, de a világirodalomban is újdonság volt a rendkívül rövid, tömör, filozofikus vagy groteszk írásmód. Egyperceseiben azt mutatta meg, hogy a hétköznap tényeit más közegbe helyezve milyen megdöbbentő hatást kelthetnek. Örkény élete végéig csiszolgatta remekeit, ezért az egypercesek majd mindegyik kiadásában találni új darabot.
1964-ben írta, s 1967-ben mutatták be a Tóték című drámáját, amit később több nyelvre is lefordítottak, s meghozta számára a világsikert. A drámából 1969-ben film is készült Fábri Zoltán rendezésében (Isten hozta, őrnagy úr!). Néhány más művéből is készült filmes feldolgozás (például a Macskajátékból).
1971-től a Szépirodalmi Kiadó megkezdte életművének kiadását Időrendben címmel.

### Dramaturgként, színházi szerzőként
1949-ben az Ifjúsági-, majd 1951–1953 között a Magyar Néphadsereg Színházának dramaturgjaként dolgozott.
A Voronyezs című színművének bemutatását nem engedélyezték, s később is sokszor és sokat vitatkozott egy-egy darabja bemutatása érdekében. 1948 és 1960 között átdolgozásai (Molière: Zsugori; Mikszáth Kálmán: Különös házasság) kerültek színpadra. A Mikszáth-darabban alkotótársa volt Gyárfás Miklós, akivel egy közösen bemutatott alkotást is jegyezhettek (Zichy-palota, bemutatója az Ifjúsági Színházban volt 1949. szeptember 23-án).
Jelentős sikert a Tóték című műve Thália Színház-beli bemutatójával aratott 1967-ben. Ettől kezdve viszonylag rendszeresen vitték színre darabjait Szolnokon, a Vígszínházban és a Nemzeti Színházban.
Színpadi műveit gyakran novelláiból, kisregényeiből írta át, mivel az ezekben rejlő helyzet- és jellemkomikum a színpadon érvényesült igazán.
A Színházi Adattárban regisztrált bemutatók száma: 145, ugyanitt több mint száz fotó és számtalan cikk is található.

### Házasságai
- 1937–41 Gönczi Flóra
- 1948–59 F. Nagy Angéla gasztronómus-író. Ebből a házasságából két gyermeke született: 1949-ben Örkény Angéla, televíziós vágó, 1954-ben Örkény Antal, szociológus.
- 1965-től haláláig Radnóti Zsuzsa

## Művei
- Tengertánc (elbeszélések, 1941)
- Amíg idejutottunk (vallomás, 1946)
- Hajnali pisztolylövés (elbeszélés, 1947)
- Lágerek népe (szociográfia, 1947)
- Budai böjt (elbeszélések, 1948)
- A borék (vígjáték, 1948)
- Idegen föld (elbeszélések, 1948)
- Voronyezs (színmű, 1948)
- Házastársak (regény, 1951)
- Koránkelő emberek (riportok és elbeszélések, 1952)
- Négy vidám jelenet (1953)
- Hiszek a szabadságban (1954)
- Hóviharban (válogatott elbeszélések, 1954)
- Ezüstpisztráng (elbeszélések, 1956)
- Nehéz napok (regény, 1957)
- Macskajáték (1963)
- Jeruzsálem hercegnője (elbeszélések, 1966)
- Nászutasok a légypapíron (elbeszélések, 1967)
- Tóték (színmű, 1967)
- Egyperces novellák (1968)
- Macskajáték (színmű, 1969)
- Időrendben (válogatott elbeszélések, 1971)
- Időrendben (színművek, 1972)
- Időrendben (arcképek, korképek, 1973)
- Glória, Macskajáték, Tóték (3 kisregény, 1974)
- Vérrokonok (dráma, 1975)
- Meddig él egy fa? (elbeszélések, 1976)
- „Rózsakiállítás” (regény, 1977)
- Az utolsó vonat (elbeszélések, 1977)
- Kulcskeresők (színmű, 1977)
- Élőszóval (drámák, 1978)
- Vérrokonok. Játék két részben; bibliográfia Szathmáry Györgyné; Szigligeti Színház–Verseghy Megyei Könyvtár, Szolnok, 1978 (A szolnoki Szigligeti Színház műhelye)
- Élőszóval. Drámák; Magvető, Budapest, 1978
- Forgatókönyv. Tragédia; Szépirodalmi, Budapest, 1979
- Egy négykezes regény tanulságos története; Magvető, Budapest, 1979 (Rakéta Regénytár)
- Novellák; Szépirodalmi, Budapest, 1980 (Örkény István művei)
- Élőszóval. Drámák; 2., javított kiadás; Magvető, Budapest, 1980
- Kisregények; Szépirodalmi, Budapest, 1981 (Örkény István művei)
- Lágerek népe; szerk., szöveggond. Radnóti Zsuzsa; Szépirodalmi, Budapest, 1981 (Örkény István művei)
- Párbeszéd a groteszkről. Beszélgetések Örkény Istvánnal; vál., szöveggond. Radnóti Zsuzsa; Magvető, Budapest, 1981
- Drámák, 1-3.; szerk., szöveggond Radnóti Zsuzsa; Szépirodalmi, Budapest, 1982 (Örkény István művei)
- Babik. Kisregény; Szépirodalmi, Budapest, 1982
- Bevégzetlen ragozás. Kisregények, novellák; vál. Molnár Tibor; Kriterion, Bukarest, 1982
- Pisti a vérzivatarban. Groteszkjáték; Szigligeti Színház–Verseghy Ferenc Megyei Könyvtár, Szolnok, 1983 (A szolnoki Szigligeti Színház műhelye 1983-1984)
- Önéletrajzom töredékekben. Befejezetlen regények; szerk., szöveggond., jegyz. Radnóti Zsuzsa; Szépirodalmi, Budapest, 1984 (Örkény István művei)
- Egyperces novellák; szerk., szöveggond. Radnóti Zsuzsa; Szépirodalmi, Budapest, 1984 (Örkény István művei)
- Visszanézve. Arcképek, korképek; összegyűjt., szerk., szöveggond. Radnóti Zsuzsa; Szépirodalmi, Budapest, 1985 (Örkény István művei)
- Párbeszéd a groteszkről; összegyűjt., sajtó alá rend. Radnóti Zsuzsa; bővített kiadás; Szépirodalmi, Budapest, 1986 (Örkény István művei)
- Négyeskönyv, 1-4.; vál., sajtó alá rend. Radnóti Zsuzsa; Szépirodalmi, Budapest, 1987
- Búcsú. Kiadatlan novellák; összegyűjt., sajtó alá rend. Radnóti Zsuzsa; Szépirodalmi, Budapest, 1989 (Örkény István művei)
- Egyperces novellák (1991)
- Levelek egypercben. Levelek, emlékezések, interjúk a hagyatékból; vál., szerk., jegyz. Radnóti Zsuzsa; Szépirodalmi, Budapest, 1992
- Kisregények, 1-2.; szöveggond. Győri János; Pesti Szalon, Budapest, 1994
- Egyperces novellák. Az első kiadás teljes, gondozott szövege; szerk., szöveggond. Reményi József Tamás és Tarján Tamás; Ikon, Budapest, 1996 (Matúra Klasszikusok)
- Örkény István–Tibor Tardos: Minimítoszok. Válogatott egypercesek. Bizalmas levelezéssel, Tardos Tibor bevezetőjével és utószavával; szerk. Szabó B. István; Palatinus, Budapest, 1997
- Novellák, 1-2.; szerk., jegyz. Radnóti Zsuzsa; Palatinus, Budapest, 1998 (Örkény István művei)
- Mese-levelek; összeáll., szerk., fényképvál. Radnóti Zsuzsa; Palatinus, Budapest, 1999
- Párbeszéd a groteszkről; összeáll., jegyz. Radnóti Zsuzsa; bővített kiadás; Palatinus, Budapest, 2000 (Örkény István művei)
- Drámák, 1-3.; szöveggond., összeáll. Radnóti Zsuzsa; Palatinus, Budapest, 2001 (Örkény István művei)
- Azt meséld el, Pista. Örkény István az életéről; összeáll. Bereményi Géza, Mácsai Pál; Palatinus, Budapest, 2002
- A mesterség titkaiból. Arcképek, korképek; szerk., jegyz. Radnóti Zsuzsa; Palatinus, Budapest, 2003 (Örkény István művei)
- Önéletrajzom töredékekben. Befejezetlen regények; szerk., jegyz. Radnóti Zsuzsa; Palatinus, Budapest, 2004 (Örkény István művei)
- Válogatott egyperces novellák (2004) Online változat ISBN 963 9578 28 2
- Elsárgult kéziratok. Írások a hagyatékból; szerk., jegyz. Radnóti Zsuzsa; Palatinus, Budapest, 2005 (Örkény István művei)
- Április. Regény; szöveggond., Szubjektív jegyzet Radnóti Zsuzsa; Palatinus, Budapest, 2012
- Elsárgult kéziratok. Írások a hagyatékból; összeáll., jegyz. Radnóti Zsuzsa; bővített, átdolgozott kiadás; Palatinus, Budapest, 2013 (Örkény István művei)
- Levelek a Lipták-házba. Örkény István levelei Lipták Gábornak; szerk. Praznovszky Mihály; Balatonfüred Városért Közalapítvány, Balatonfüred, 2013 (Tempevölgy könyvek)

## Díjai, elismerései
- József Attila-díj (1955, 1967)
- Kossuth-díj (1973)
- Fekete Humor Díj (Párizs)
- Erzsébetváros díszpolgára (1999, posztumusz)
- Magyar Örökség díj (2004, posztumusz)
- Budapest II. kerülete díszpolgári címe (2012, posztumusz)

## Emlékezete
- Örkény István nevét egy drámaírói ösztöndíj, az Örkény István Színház, az Örkény István Könyvesbolt és néhány róla elnevezett közterület őrzi.
- 2009. április 8-án nyílt meg egy róla szóló átfogó, multimédiás honlap az OSZK szerkesztésében az orkeny.oszk.hu címen.[15]
- A centenáriumi Örkény év zárórendezvényeként Remeteszőlős község területén[16] Örkény emlékművet avattak fel.[17] A Ballada a költészet hatalmáról nevet viselő emlékmű-telefonfülkében korabeli készülék segítségével a népszerű magyar író egyperceseit felvételről hallgathatják az emberek Hegedűs D. Géza, Mácsai Pál, Gados Béla, Gábos Katalin és Oberfrank Pál tolmácsolásában.[18]
- Rácz Zsuzsa Nesze Neked Terézanyu! című regényében Kéki Kata a kaliforniai Big Sur mozgókönyvtárában az egypercesek és Janikovszky Éva Velem mindig történik valamijének angol fordítását olvasgatja, mielőtt eldönti, hogy hazatér Indiánhoz Magyarországra.